# گرگ یاتانیس
گِـرِگ یاتانیس (انگلیسی: Greg Yaitanes؛ زادهٔ ۱۸ ژوئن ۱۹۷۰) مدیر اجرایی تولید، کارگردان فیلم و کارگردان تلویزیونی یونانی‌تبار اهل ایالات متحده آمریکا است. او همچنین یک سرمایه‌گذار فرشته در توئیتر است.
از فیلم‌هایی که وی در آن‌ها نقش داشته‌است، می‌توان به فرزندان تلماسه فرانک هربرت، خسارت، لاست، بانشی، فرار از زندان، قهرمان‌ها، آناتومی گری، دکتر هاوس و کواری اشاره نمود.
وی همچنین برندهٔ جوایزی همچون جایزه امی ساعات پربیننده شده‌است.